# Reprezentacja Łotwy w piłce nożnej mężczyzn
Reprezentacja Łotwy w piłce nożnej – zespół piłkarski reprezentujący Łotwę w rozgrywkach międzynarodowych.
Pierwsze zwycięstwo odniosła prawie cztery lata po debiucie – w 1924 roku z Litwą.
Pierwszy łotewski klub piłkarski został założony w 1907 roku przez Anglika Harolda Halla, który był jego prezesem, trenerem i kapitanem drużyny. W roku 1921 Hall został pierwszym prezydentem Łotewskiej Federacji Piłkarskiej.
W 1940 roku kraj został zaanektowany przez Związek Radziecki. Niepodległość odzyskał w 1991 roku. Reprezentacja Łotwy dziewiętnastokrotnie zwyciężała w rozgrywanym od 1928 roku Pucharze Państw Bałtyckich.
Od czasu odzyskania niepodległości w 1991 aż do 2004 roku mistrzostwo Łotwy zdobywało Skonto Ryga.
Największym sukcesem łotewskiej piłki jest awans do Euro 2004. W grupie eliminacyjnej drużyna prowadzona przez Aleksandrsa Starkovsa wyprzedziła m.in. Polskę, a w barażach okazała się lepsza od Turcji. W samym turnieju przegrała dwa mecze (z Czechami 1:2 i Holandią 0:3), a jeden zremisowała (z Niemcami 0:0) i już po rundzie grupowej musiała wracać do domu. Starkovs prowadził również ekipę łotewską w latach 2007–2013. Od tamtego czasu reprezentacja zaczęła osiągać coraz gorsze wyniki, notując np. porażkę z Gibraltarem (0:1) w marcu 2018 roku, czy dwa bezbramkowe remisy z Andorą w ramach rozgrywek Ligi Narodów.
Od 2013 aż do swojej rezygnacji w marcu 2017 roku selekcjonerem reprezentacji Łotwy był Marians Pahars. Następnie selekcjonerem reprezentacji Łotwy był Aleksandrs Starkovs, zaś po nim Fin Mika-Matti Paatelainen.

## Eliminacje doMistrzostw Europy w Piłce Nożnej 2012

### Grupa F
| Zespół    | Pkt | M  | W | R | P | Br+ | Br− | +/− |
| --------- | --- | -- | - | - | - | --- | --- | --- |
| Grecja    | 24  | 10 | 7 | 3 | 0 | 14  | 5   | +9  |
| Chorwacja | 22  | 10 | 7 | 1 | 2 | 18  | 7   | +11 |
| Izrael    | 16  | 10 | 5 | 1 | 4 | 13  | 11  | +2  |
| Łotwa     | 11  | 10 | 3 | 2 | 5 | 9   | 12  | −3  |
| Gruzja    | 10  | 10 | 2 | 4 | 4 | 7   | 9   | −2  |
| Malta     | 1   | 10 | 0 | 1 | 9 | 4   | 21  | −17 |

|           | Chorwacja | Grecja | Izrael | Łotwa | Gruzja | Malta |
| --------- | --------- | ------ | ------ | ----- | ------ | ----- |
| Chorwacja | X         | 0:0    | 3:1    | 2:0   | 2:1    | 3:0   |
| Grecja    | 2:0       | X      | 2:1    | 1:0   | 1:1    | 3:1   |
| Izrael    | 1:2       | 0:1    | X      | 2:1   | 1:0    | 3:1   |
| Łotwa     | 0:3       | 1:1    | 1:2    | X     | 1:1    | 2:0   |
| Gruzja    | 1:0       | 1:2    | 0:0    | 0:1   | X      | 1:0   |
| Malta     | 1:3       | 0:1    | 0:2    | 0:2   | 1:1    | X     |

## Eliminacje doMistrzostw Świata w Piłce Nożnej 2014

### Grupa G
| Lp. | Drużyna              | M  | Mecze | Mecze | Mecze | Bramki | Bramki | Bramki | Pkt |
| Lp. | Drużyna              | M  | W     | R     | P     | +      | −      | +/−    | Pkt |
| --- | -------------------- | -- | ----- | ----- | ----- | ------ | ------ | ------ | --- |
| 1.  | Bośnia i Hercegowina | 10 | 8     | 1     | 1     | 30     | 6      | +24    | 25  |
| 2.  | Grecja               | 10 | 8     | 1     | 1     | 12     | 4      | +8     | 25  |
| 3.  | Słowacja             | 10 | 3     | 4     | 3     | 11     | 10     | +1     | 13  |
| 4.  | Litwa                | 10 | 3     | 2     | 5     | 9      | 11     | −2     | 11  |
| 5.  | Łotwa                | 10 | 2     | 2     | 6     | 10     | 20     | −10    | 8   |
| 6.  | Liechtenstein        | 10 | 0     | 2     | 8     | 4      | 25     | −21    | 2   |

|                      | Grecja | Słowacja | Bośnia i Hercegowina | Litwa | Łotwa | Liechtenstein |
| -------------------- | ------ | -------- | -------------------- | ----- | ----- | ------------- |
| Grecja               | X      | 1:0      | 0:0                  | 2:0   | 1:0   | 2:0           |
| Słowacja             | 0:1    | X        | 1:2                  | 1:1   | 2:1   | 2:0           |
| Bośnia i Hercegowina | 3:1    | 0:1      | X                    | 3:0   | 4:1   | 4:1           |
| Litwa                | 0:1    | 1:1      | 0:1                  | X     | 2:1   | 2:0           |
| Łotwa                | 1:2    | 2:2      | 0:5                  | 2:0   | X     | 2:0           |
| Liechtenstein        | 0:1    | 1:1      | 1:8                  | 0:2   | 1:1   | X             |

## Eliminacje doMistrzostw Europy w Piłce Nożnej 2016

### Grupa A
| Zespół     | Pkt | M  | W | R | P | Br+ | Br− | +/− |
| ---------- | --- | -- | - | - | - | --- | --- | --- |
| Czechy     | 22  | 10 | 7 | 1 | 2 | 19  | 14  | +5  |
| Islandia   | 20  | 10 | 6 | 2 | 2 | 17  | 6   | +11 |
| Turcja     | 18  | 10 | 5 | 3 | 2 | 14  | 9   | +5  |
| Holandia   | 13  | 10 | 4 | 1 | 5 | 17  | 14  | +3  |
| Kazachstan | 5   | 10 | 1 | 2 | 7 | 7   | 18  | −11 |
| Łotwa      | 5   | 10 | 0 | 5 | 5 | 6   | 19  | −13 |

|            | Islandia | Czechy | Turcja | Holandia | Łotwa | Kazachstan |
| ---------- | -------- | ------ | ------ | -------- | ----- | ---------- |
| Islandia   | X        | 2:1    | 3:0    | 2:0      | 2:2   | 0:0        |
| Czechy     | 2:1      | X      | 0:2    | 2:1      | 1:1   | 2:1        |
| Turcja     | 1:0      | 1:2    | X      | 3:0      | 1:1   | 3:1        |
| Holandia   | 0:1      | 2:3    | 1:1    | X        | 6:0   | 3:1        |
| Łotwa      | 0:3      | 1:2    | 1:1    | 0:2      | X     | 0:1        |
| Kazachstan | 0:3      | 2:4    | 0:1    | 1:2      | 0:0   | X          |

## Eliminacje doMistrzostw Świata w Piłce Nożnej 2018

### Grupa B
| Zespół      | Pkt | M  | W | R | P | Br+ | Br− | +/− |
| ----------- | --- | -- | - | - | - | --- | --- | --- |
| Portugalia  | 27  | 10 | 9 | 0 | 1 | 32  | 4   | +28 |
| Szwajcaria  | 27  | 10 | 9 | 0 | 1 | 23  | 7   | +16 |
| Węgry       | 13  | 10 | 4 | 1 | 5 | 14  | 14  | 0   |
| Wyspy Owcze | 9   | 10 | 2 | 3 | 5 | 4   | 16  | -12 |
| Łotwa       | 7   | 10 | 2 | 1 | 7 | 7   | 18  | -11 |
| Andora      | 4   | 10 | 1 | 1 | 8 | 2   | 23  | -21 |

|             | Portugalia | Szwajcaria | Węgry | Wyspy Owcze | Łotwa | Andora |
| ----------- | ---------- | ---------- | ----- | ----------- | ----- | ------ |
| Portugalia  | X          | 2:0        | 3:0   | 5:1         | 4:1   | 6:0    |
| Szwajcaria  | 2:0        | X          | 5:2   | 2:0         | 1:0   | 3:0    |
| Węgry       | 0:1        | 2:3        | X     | 1:0         | 3:1   | 4:0    |
| Wyspy Owcze | 0:6        | 0:2        | 0:0   | X           | 0:0   | 1:0    |
| Łotwa       | 0:3        | 0:3        | 0:2   | 0:2         | X     | 4:0    |
| Andora      | 0:2        | 1:2        | 1:0   | 0:0         | 0:1   | X      |

## Eliminacje doMistrzostw Europy w Piłce Nożnej 2020

### Grupa G
| Zespół             | Pkt | M  | W | R | P | Br+ | Br− | +/− |
| ------------------ | --- | -- | - | - | - | --- | --- | --- |
| Polska             | 25  | 10 | 8 | 1 | 1 | 18  | 5   | +13 |
| Austria            | 19  | 10 | 6 | 1 | 3 | 19  | 9   | +10 |
| Macedonia Północna | 14  | 10 | 4 | 2 | 4 | 12  | 13  | -1  |
| Słowenia           | 14  | 10 | 4 | 2 | 4 | 16  | 11  | +5  |
| Izrael             | 11  | 10 | 3 | 2 | 5 | 16  | 18  | -2  |
| Łotwa              | 3   | 10 | 1 | 0 | 9 | 3   | 28  | -25 |

|                    | Polska | Austria | Izrael | Słowenia | Macedonia Północna | Łotwa |
| ------------------ | ------ | ------- | ------ | -------- | ------------------ | ----- |
| Polska             | X      | 0:0     | 4:0    | 3:2      | 2:0                | 2:0   |
| Austria            | 0:1    | X       | 3:1    | 1:0      | 2:1                | 6:0   |
| Izrael             | 1:2    | 4:2     | X      | 1:1      | 1:1                | 3:1   |
| Słowenia           | 2:0    | 0:1     | 3:2    | X        | 1:1                | 1:0   |
| Macedonia Północna | 0:1    | 1:4     | 1:0    | 2:1      | X                  | 3:1   |
| Łotwa              | 0:3    | 1:0     | 0:3    | 0:5      | 0:2                | X     |

## Eliminacje doMistrzostw Świata 2022
| Zespół     | Pkt | M | W | R | P | Br+ | Br− | +/− |
| ---------- | --- | - | - | - | - | --- | --- | --- |
| Turcja     | 7   | 3 | 2 | 1 | 0 | 10  | 5   | +5  |
| Holandia   | 6   | 3 | 2 | 0 | 1 | 11  | 4   | +7  |
| Czarnogóra | 6   | 3 | 2 | 0 | 1 | 6   | 3   | +3  |
| Norwegia   | 6   | 3 | 2 | 0 | 1 | 4   | 3   | +1  |
| Łotwa      | 1   | 3 | 0 | 1 | 2 | 4   | 7   | -3  |
| Gibraltar  | 0   | 3 | 0 | 0 | 3 | 1   | 14  | -13 |

|            | Holandia | Turcja | Norwegia | Czarnogóra | Łotwa | Gibraltar |
| ---------- | -------- | ------ | -------- | ---------- | ----- | --------- |
| Holandia   | X        | :      | :        | :          | 2:0   | :         |
| Turcja     | 4:2      | X      | :        | :          | 3:3   | :         |
| Norwegia   | :        | 0:3    | X        | :          | :     | :         |
| Czarnogóra | :        | :      | 0:1      | X          | :     | 4:1       |
| Łotwa      | :        | :      | :        | 1:2        | X     | :         |
| Gibraltar  | 0:7      | :      | 0:3      | :          | :     | X         |

## Udział wMistrzostwach Świata
| Udział w mistrzostwach świata | Udział w mistrzostwach świata         | Udział w mistrzostwach świata         |
| Rok                           | Kwalifikacje                          | Wynik                                 |
| ----------------------------- | ------------------------------------- | ------------------------------------- |
| 1930                          | Nie brała udziału                     | Nie brała udziału                     |
| 1934                          | Nie brała udziału                     | Nie brała udziału                     |
| 1938                          | Nie zakwalifikowała się               | Nie zakwalifikowała się               |
| 1950                          | Nie brała udziału (była częścią ZSRR) | Nie brała udziału (była częścią ZSRR) |
| 1954                          | Nie brała udziału (była częścią ZSRR) | Nie brała udziału (była częścią ZSRR) |
| 1958                          | Nie brała udziału (była częścią ZSRR) | Nie brała udziału (była częścią ZSRR) |
| 1962                          | Nie brała udziału (była częścią ZSRR) | Nie brała udziału (była częścią ZSRR) |
| 1966                          | Nie brała udziału (była częścią ZSRR) | Nie brała udziału (była częścią ZSRR) |
| 1970                          | Nie brała udziału (była częścią ZSRR) | Nie brała udziału (była częścią ZSRR) |
| 1974                          | Nie brała udziału (była częścią ZSRR) | Nie brała udziału (była częścią ZSRR) |
| 1978                          | Nie brała udziału (była częścią ZSRR) | Nie brała udziału (była częścią ZSRR) |
| 1982                          | Nie brała udziału (była częścią ZSRR) | Nie brała udziału (była częścią ZSRR) |
| 1986                          | Nie brała udziału (była częścią ZSRR) | Nie brała udziału (była częścią ZSRR) |
| 1990                          | Nie brała udziału (była częścią ZSRR) | Nie brała udziału (była częścią ZSRR) |
| 1994                          | Nie zakwalifikowała się               | Nie zakwalifikowała się               |
| 1998                          | Nie zakwalifikowała się               | Nie zakwalifikowała się               |
| 2002                          | Nie zakwalifikowała się               | Nie zakwalifikowała się               |
| 2006                          | Nie zakwalifikowała się               | Nie zakwalifikowała się               |
| 2010                          | Nie zakwalifikowała się               | Nie zakwalifikowała się               |
| 2014                          | Nie zakwalifikowała się               | Nie zakwalifikowała się               |
| 2018                          | Nie zakwalifikowała się               | Nie zakwalifikowała się               |
| 2022                          | Nie zakwalifikowała się               | Nie zakwalifikowała się               |
| 2026                          |                                       |                                       |

## Udział wMistrzostwach Europy
| Udział w Mistrzostwach Europy | Udział w Mistrzostwach Europy         | Udział w Mistrzostwach Europy         |
| Rok                           | Kwalifikacje                          | Wynik                                 |
| ----------------------------- | ------------------------------------- | ------------------------------------- |
| 1960                          | Nie brała udziału (była częścią ZSRR) | Nie brała udziału (była częścią ZSRR) |
| 1964                          | Nie brała udziału (była częścią ZSRR) | Nie brała udziału (była częścią ZSRR) |
| 1968                          | Nie brała udziału (była częścią ZSRR) | Nie brała udziału (była częścią ZSRR) |
| 1972                          | Nie brała udziału (była częścią ZSRR) | Nie brała udziału (była częścią ZSRR) |
| 1976                          | Nie brała udziału (była częścią ZSRR) | Nie brała udziału (była częścią ZSRR) |
| 1980                          | Nie brała udziału (była częścią ZSRR) | Nie brała udziału (była częścią ZSRR) |
| 1984                          | Nie brała udziału (była częścią ZSRR) | Nie brała udziału (była częścią ZSRR) |
| 1988                          | Nie brała udziału (była częścią ZSRR) | Nie brała udziału (była częścią ZSRR) |
| 1992                          | Nie brała udziału (była częścią ZSRR) | Nie brała udziału (była częścią ZSRR) |
| 1996                          | Nie zakwalifikowała się               | Nie zakwalifikowała się               |
| 2000                          | Nie zakwalifikowała się               | Nie zakwalifikowała się               |
| 2004                          | Awans                                 | Faza grupowa                          |
| 2008                          | Nie zakwalifikowała się               | Nie zakwalifikowała się               |
| 2012                          | Nie zakwalifikowała się               | Nie zakwalifikowała się               |
| 2016                          | Nie zakwalifikowała się               | Nie zakwalifikowała się               |
| 2020                          | Nie zakwalifikowała się               | Nie zakwalifikowała się               |
| 2024                          | Nie zakwalifikowała się               | Nie zakwalifikowała się               |

## Rekordziści
Kolorem niebieskim zaznaczono wciąż aktywnych piłkarzy

### Najwięcej występów w kadrze
| #  | Nazwisko           | Lata gry w kadrze | Mecze | Bramki |
| -- | ------------------ | ----------------- | ----- | ------ |
| 1  | Vitālijs Astafjevs | 1992-2010         | 167   | 16     |
| 2  | Andrejs Rubins     | 1998-2011         | 117   | 9      |
| 3  | Juris Laizāns      | 1998-2013         | 113   | 15     |
| 4  | Imants Bleidelis   | 1995-2007         | 106   | 10     |
| 5  | Mihails Zemļinskis | 1992-2005         | 105   | 12     |
| 6  | Māris Verpakovskis | 1999-2014         | 104   | 29     |
| 7  | Igors Stepanovs    | 1995-2011         | 100   | 4      |
| 7  | Andris Vaņins      | 2000-2019         | 100   | 0      |
| 9  | Aleksandrs Koliņko | 1997-2015         | 94    | 0      |
| 10 | Kaspars Gorkšs     | 2005-2017         | 89    | 5      |

Aktualizacja: 20 listopada 2024

### Najwięcej goli w kadrze
| # | Nazwisko           | Lata gry w kadrze | Bramki | Mecze |
| - | ------------------ | ----------------- | ------ | ----- |
| 1 | Māris Verpakovskis | 1999-2014         | 29     | 104   |
| 2 | Ēriks Pētersons    | 1929-1939         | 24     | 63    |
| 3 | Vitālijs Astafjevs | 1992-2010         | 16     | 167   |
| 4 | Marians Pahars     | 1996-2007         | 15     | 75    |
| 4 | Juris Laizāns      | 1998-2013         | 15     | 113   |
| 6 | Alberts Šeibelis   | 1925-1939         | 14     | 54    |
| 7 | Iļja Vestermans    | 1935-2038         | 13     | 23    |
| 7 | Valērijs Šabala    | 2013-2019         | 13     | 53    |
| 9 | Aleksandrs Cauņa   | 2007-2015         | 12     | 45    |
| 9 | Jānis Ikaunieks    | 2014-             | 12     | 65    |
| 9 | Mihails Zemļinskis | 1992-2015         | 12     | 105   |

Aktualizacja: 20 listopada 2024

## Trenerzy Łotwy od 1992 roku
- 1992–1997 –  Jānis Gilis
- 1998–1999 –  Rewaz Dzodzuaszwili
- 1999–2001 –  Gary Johnson
- 2001–2004 –  Aleksandrs Starkovs
- 2004–2007 –  Jurijs Andrejevs
- 2007–2013 –  Aleksandrs Starkovs
- 2013–2017 –  Marians Pahars
- 2017–2018 –  Aleksandrs Starkovs
- 2018      –  Mixu Paatelainen
- 2019–2020 –  Slaviša Stojanovič
- 2020–2023 –  Dainis Kazakevičs